# Aleksandra Aleksandrovna Ablakatova
Aleksandra Aleksandrovna Ablakatova (1907 – 29 ottobre 1988) è stata una botanica, micologa e fitopatologa russa.

## Biografía
Frequentò la Facoltà di Protezione Fitosanitaria dell'Istituto Agrario di San Pietroburgo. Dopo la laurea nel 1935, fu inviata nell'estremo oriente sovietico dal "Commissariato popolare per l'agricoltura" e nominata ispettore statale per la quarantena delle piante, dove lavorò prima come fitopatologa, e successivamente ricoprì la carica di direttore di laboratorio. Nel 1955 si trasferì al Laboratorio delle Piante presso l'Istituto Biologico del Suolo dell'Accademia Russa delle Scienze.
Dal 1965 al 1973 diresse il Laboratorio delle Piante inferiori.
I suoi principali argomenti di ricerca scientifica furono le malattie fungine delle piante da frutto e delle liane della parte meridionale dell'estremo oriente sovietico, dei funghi in genere di quella regione, e le sue pubblicazioni annoverano 30 opere tra monografie, articoli e opuscoli. 

## Alcune pubblicazioni
- Ablakatova, A.A. (1964). Mikoflora i bolezni Vinograda Dal’nego Vostoka (Micoflora e malattie della vite nell'estremo oriente sovietico). Soobshch. Dal’nevost. Fil. Sibir. Otdel. Akad. Nauk SSSR 1964 (23): 55-56.
- Ablakatova, A.A.; Koval’, E.Z. (1963). Novi vydy grybiv na lianakh v Prymors’komu krayi (Nuove specie di funghi sulle liane nella regione di Primorsky). Український Ботанiчний Журнал [Ukrainian Botanical Journal] 20 (6): 92-94, 3 figs.
- Ablakatova, A.A.; Protsenko, A.E.; Protsenko, E.P. (1964). Mikoflora Orekhoplodnykh na yuge Dal’nego Vostoka (Micoflora di alberi della famiglia delle noci nel sud della regione dell'Estremo Oriente dell'URSS). Izv. Akad. Nauk Armyan SSR Biol. Ser. 4: 606-612.